# Monte Armentera
Il Monte Armentera, interamente situato nel comune di Borgo Valsugana, in provincia di Trento, è un rilievo montuoso di altezza massima pari a 1500 metri, la cui dorsale separa la Valsugana dalla Val di Sella (luogo in cui, nella sua casa, morì Alcide Degasperi nel 1954).
La montagna è attraversata da una fitta rete di sentieri connessi a strade forestali e la salita verso il punto di massima elevazione parte dal sentiero ufficiale SAT 210 (Società degli Alpinisti Tridentini).

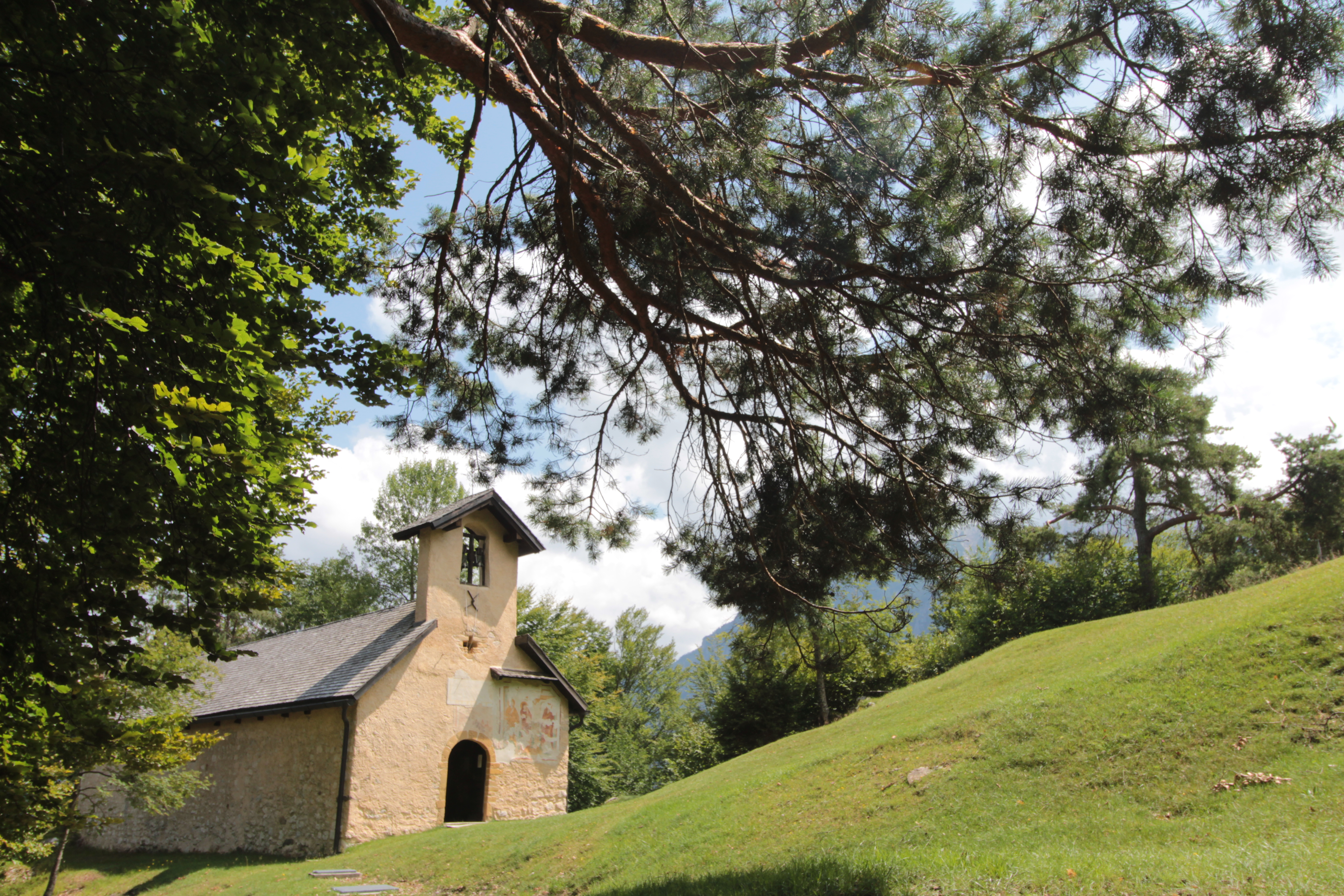
La chiesa di San Lorenzo

Lungo il percorso, da una piccola sella denominata Bocchetta Val di Croce, a circa 1120 metri di altitudine 
si può facilmente raggiungere, attraversando un bellissimo bosco, un poggio dove sorge l'eremo di San Lorenzo (mt. 1185), costruito tra il XII e il XIV secolo e decorato all'interno da numerosi affreschi, con il vecchio romitorio a poca distanza.
La cima di Monte Armentera è di fatto una piccola radura (quasi pianeggiante) in mezzo alla boscaglia dove è situata una croce lignea. Lungo il percorso si possono ammirare splendidi esemplari di pino silvestre ed altre notevoli bellezze naturali e dalla cima, seguendo la dorsale, si può anche proseguire verso Cima della Stanga, a metri 1485.
Dal 1996, all'interno della manifestazione "Arte Sella" è stato sviluppato un nuovo progetto artistico denominato ArteNatura dove si possono ammirare, in un percorso di quasi 3 Km., lungo in un sentiero forestale situato proprio nel versante sud del monte Armentera, varie opere esposte e godere delle particolarità ambientali del luogo.